# Walter Kadow
Walter Kadow (1900 - 1923) est un enseignant allemand qui fut assassiné en mai 1923 par des membres d'une organisation d'extrême droite, dont il faisait partie, à la suite d'une accusation de trahison. Participèrent à cet assassinat Martin Bormann et Rudolf Höss.

## Biographie
Né en 1900, Walter Kadow est instituteur.
En février 1923, il adhère à une association professionnelle de droite, organisée en troupes paramilitaires qui stationnent et apportent de l'aide dans les domaines agricoles situés dans l'arrondissement de Parchim. Cette association succède à l'Arbeitsgemeinschaft Roßbach (de), un corps franc interdit.
Il n'est pas bien accepté dans cette organisation car il a fait croire qu'il avait été lieutenant et a emprunté de l'argent qu'il n'a pas remboursé. Soupçonné d'être un espion communiste, il est exclu. Ayant appris en outre qu'il avait détourné de l'argent destiné à ses camarades de travail, la décision est prise qu'il serait arrêté et battu.
Le 31 mai 1923, alors que Kadow est vu à Parchim, Martin Bormann, qui exerce la fonction de directeur sur le domaine agricole, charge plusieurs membres de l'association de donner une bonne correction à Kadow. Celui-ci est frappé à coups de poing et de matraque. Rudolf Höss lui assène un coup à la tête qui lui fait perdre connaissance, un autre le poignarde et deux balles de pistolet l'atteignent également à la tête.
Le 15 mars 1924, Rudolf Höss, membre du parti nazi depuis 1922, est condamné à dix ans de prison pour coups et blessures graves et homicide consommé ; il est amnistié en 1928. Martin Bormann est condamné à un an de prison pour complicité de lésions corporelles graves.
L'affaire Kadow est un exemple des crimes perpétrés pour des motifs de prétendue trahison (Fememord) par des formations paramilitaires de droite sous la République de Weimar dans les années 1920. Dans ce cas précisément, les auteurs des crimes, Martin Bormann et Rudolf Höss, ont pu en tant que « vieux combattants » après 1933 faire valoir leurs débuts dans ce type de formation et au parti nazi.